# Apteroblatta rutschuruensis
Apteroblatta rutschuruensis är en kackerlacksart som beskrevs av Rehn, J. A. G. 1926. Apteroblatta rutschuruensis ingår i släktet Apteroblatta och familjen småkackerlackor. Inga underarter finns listade i Catalogue of Life.